# Balanan-See
Der Balanan-See ist ein Abdämmungssee im Süden der philippinischen Insel Negros. Der See liegt unweit der südlichen Küste der Provinz Negros Oriental, ca. 5 km nördlich der Gemeinde Siaton. Sein Abfluss mündet in den Fluss Siaton, der bei Siaton in die Mindanaosee fließt. Aus der Vogelperspektive gesehen hat der See die Form einer Acht, an seiner schmalsten Stelle ist er nur 90 Meter breit. An seinen Ufern liegen ausgedehnte Regenwälder. Die Topographie des umliegenden Geländes wird von den Gebirgszügen Lamaraw und Anupugan dominiert, die bis auf 1.000 Meter über den Meeresspiegel aufsteigen. Im Januar 1987 wurde ein Jagd- und Wildschutzgebiet um den See etabliert.
Der See entstand infolge eines Erdbebens der Stärke 6,8 auf der Richterskala im südlichen Teil der Insel Negros. Erdrutsche blockierten den Fluss Balanan, worauf der 25 Hektar große See entstand.